# Zárda Sarolta
Zárda Sarolta (Budapest, 1951–) magyar közgazdász, informatikus, főiskolai tanár.

## Diplomái
- 1974 Marx Károly Közgazdaságtudományi Egyetem népgazdasági tervező-elemző szak
- 1976 egyetemi doktori fokozat a számítástudományban, Marx Károly Közgazdaságtudományi Egyetem
- 1996 a közgazdaság-tudomány kandidátusa, MTA

Jelenlegi munkahelyei
- Gábor Dénes Főiskola, rektori tanácsadó, rektor emeritus

## Jelentősebb szakmai tevékenységei
- 1974–1988-ig rendszerszervező, programozó, számítógéprendszer elemző
- fejlett nyugati oktatási programok behozatala és adaptációja Magyarországon a menedzserképzés területén (ICL, Döntési Konferencia, Time Manager International oktatási rendszer) 1989
- az első magyarországi üzleti iskola megteremtése: International Business School – Budapest az Oxford Brookes Universityvel kötött franchise szerződés alapján (1991). Az iskolát államilag elismert főiskolává nyilvánították 1997-ben
- az első magyarországi államilag elismert alapítványi főiskola távoktatási hálózatának létrehozása: Gábor Dénes Főiskola (1992). Jelenleg háromezer hallgató vesz részt az informatikus képzésben. Több száz erdélyi, szerbiai és szlovákiai magyar hallgatót is képez. Főigazgató: 1997–2002.
- a távoktatási módszer elterjesztése Magyarországon és a környező országokban
- az oktatási tevékenység minőségbiztosításának kutatása és meghonosítása Magyarországon: az első ISO 9001-es nemzetközi tanúsítvány megszerzése tananyagfejlesztésre, szakképzésre és főiskolai szintű képzésre

## Részvétele hazai bizottságokban
- a Nemzeti Távoktatási Tanács tagja [halott link]
- a Népjóléti Képzési Tanács tagja
- a Vezetőképzési Tanács szakértői bizottságának tagja
- a Magán- és Alapítványi Felsőoktatási Intézmények Vezetői Kollégiuma Egyesületének tagja
- a European Computer Driving Licence vizsgaközpont akkreditációs bizottságának a tagja
- a Magyar Akkreditációs Bizottság Távoktatási Albizottságának tagja 2001–2004
- a Felsőoktatási Tudományos Tanács tagja 2004–2007
- a Digitális Taneszköz Minősítő Bizottság állandó meghívott tagja 2005-2012
- a TIT Stúdió egyesület elnökségi tagja 2012-; 2020.-tól elnök igazgatója.

## Részvétele nemzetközi testületekben
- az European Distance Education Network Operatív bizottságának tagja 1998–2004
- az European Journal of Open and Distance Learning c. elektronikus újság szerkesztőbizottságának a tagja 2001–2007  Archiválva 2018. augusztus 27-i dátummal a Wayback Machine-ben

## Díjai, elismerései
- 1996 Tarján Rezső díj Neumann János Számítógéptudományi Társaság
- 1999 Gábor Dénes Nívódíj (Gábor Dénes Főiskola)
- 2000 Magyar Felsőoktatásért emlékérem (Oktatási Miniszter)
- 2003 Gábor Dénes-díj (NOVOFER) a távoktatás elterjesztéséért
- 2007 International Socrates Award (European Business Assembly)for the personal contribution to the intellectual development of the modern society
- 2007 Hutter Ottó díj az e-learning közösség építéséért
- 2007 EDEN Fellow (Excellence in professional practice of open, distance and e-learning)
- 2009 A Magyar Köztársasági Érdemrend tisztikeresztje[1]
- 2010 Kármán Tódor-díj (Nemzeti Erőforrás Miniszter) az oktatásban, képzésben kiemelkedő munkájáért

## Publikációi 1993-tól
- Disszertáció
- 4 jegyzet, tankönyv
- 6 szakmaspecifikus alkotás, tanulmány:
- Nyomtatott publikációk (periodikák, konferencia-kiadványok)
  - 20 magyar nyelvű,
  - 16 idegen nyelvű
- Zárda Sarolta–Nagy Anna: A GPSS installálása és alkalmazása; ASZSZ, Bp., 1977 (Software közlemények)
- Zárda Sarolta–Nagy Anna: A SIMSCRIPT installálása és alkalmazása. Felhasználói kézikönyv; ÁSZSZ, Bp., 1977 (Software közlemények)
- Az ISO 9001-es minőségbiztosítási rendszer alkalmazhatósága a szakképzésben; MPI, Veszprém, 1999 (Minőségfejlesztő közoktatás Veszprém megyében)
- Zárda Sarolta–Molnár Zsolt: Szervezési, vezetési ismeretek. Távtanulási útmutató; Gábor Dénes Műszaki Informatikai Főiskola, Bp., 1995